# ماکسیموفکا
ماکسیموفکا (انگلیسی: Maximovka) یک شهرک در شهرستان میاکینسکی استان باشقیرستان کشور روسیه است.